# Tubocapsicum
Tubocapsicum es un género de plantas en la familia de las solanáceas con tres especies que se distribuyen por China.

## Especies
- Tubocapsicum anomalum
- Tubocapsicum bonnense
- Tubocapsicum obtnanum